# Henry Tiller
Henry Tiller (n. 14 iunie 1914, Trondheim, Norvegia – d. 4 mai 1999, Trondheim, Norvegia) a fost un boxer ce a reprezentat Norvegia, medaliat olimpic. A participat la o ediție a Jocurilor Olimpice (1936) în care a câștigat o medalie de argint.

## Participări
Lista de mai jos prezintă principalele competiții la care a participat Henry Tiller de-a lungul carierei.
- boxing at the 1936 Summer Olympics – middleweight[*]